# Boemund VI
Boemund VI de Poitiers (zm. 1275) – hrabia Trypolisu od 1251 do 1275 i książę Antiochii od 1251 do 1268.
Boemund VI był synem Boemunda V i jego drugiej żony Luciany (Lucienne) di Caccamo-Segni, ciotecznej wnuczki papieża Innocentego III. Jego siostrą była Placencja z Antiochii, królowa Cypru. Kiedy zmarł jego ojciec, Boemund miał zaledwie 15 lat. Jego matka została regentką, ale rządy oddała w ręce swoich krewnych, co nie przysporzyło Boemundowi sympatii poddanych. 15-letni Boemund zwrócił się do króla Francji, Ludwika IX Świętego (który był wtedy na krucjacie w Ziemi Świętej), i papieża Innocentego IV o wyrażenie zgody na przejęcie przez niego rządów w księstwie kilka miesięcy przed osiągnięciem pełnoletniości. Potem Boemund udał się do Akki, gdzie Ludwik IX pasował go na rycerza, a następnie przejął rządy w Antiochii. Dzięki pomocy Ludwika IX wynegocjowano pokój między Antiochią a Armenią. To Ludwik IX zasugerował też, aby 17-letni Boemund ożenił się (w 1254) z Sibyllą, księżniczką Małej Armenii, córką Hetuma I. Ślub ten zakończył konflikt antiocheńsko-armeński, rozpoczęty przez dziadka Boemunda.
Kiedy w 1258 w Syrii pojawili się Mongołowie, wspierał ich przeciwko mamelukom, co miało zaważyċ na przyszłości Antiochii. Po tym jak Mongołowie przegrali bitwę pod Ajn Dżalut w 1260, mamelucy zaczęli zagrażać Antiochii i ostatecznie sułtan Bajbars zdobył ją 18 kwietnia 1268, kończąc tym samym 170-letnią historię księstwa Antiochii. Boemundowi pozostało jedynie Hrabstwo Trypolisu.

## Potomstwo
Z żoną Sybillą Armeńską Boemund miał czworo dzieci:
- Boemunda VII, hrabiego Trypolisu (zm. 1287)
- Izabelę (Isabeau) de Poitiers
- Lucię, hrabinę Trypolisu (zm. 1299)
- Marię (zm. 1280) de Poitiers, żonę Mikołaja de Saint-Omer (zm. 1294) – pana Teb i Morei.